# Jozef Van Ruyssevelt
Jozef Van Ruyssevelt (Bazel, 25 mei 1941 - Kalmthout, 20 maart 1985) was een Vlaams/Belgisch kunstschilder, graficus, fotograaf en een verdienstelijk cellospeler.

## Levensloop
Jozef Van Ruyssevelt is geboren te Bazel in Oost-Vlaanderen als tweede kind van vijf. Zijn studiejaren bracht hij door in Antwerpen waar hij aan de Koninklijke Academie voor Schone Kunsten de opleiding Schilderkunst en Grafiek volgde. In 1965 werd hij daar laureaat van het Hoger Instituut. Zijn leermeesters in Antwerpen waren Antoon Marstboom, René De Coninck en Jos Hendrickx. Vooral Jos Hendrickx, met wie Van Ruyssevelt bevriend raakte, oefende veel invloed uit op zijn ontwikkeling als schilder.
Na zijn huwelijk met May Suykerbuyk in 1966, verhuisde hij naar Essen, waar hij tot aan zijn dood bleef wonen.
In 1971 werd Van Ruyssevelt titularis van de etsklas aan de Antwerpse Academie. Hoewel de onderwijstaak die hij daar te verrichten kreeg veel van zijn tijd en energie vergde, bleef hij zich concentreren op zijn eigen werk. Zijn productiviteit werd steeds indrukwekkender. Honderden olieverfschilderijen, pastels, gouaches, aquarellen en etsen vervaardigde hij in de jaren die volgden. Tussen 1975 en 1983 lagen de topjaren van zijn creativiteit en werkzaamheid.
Hij leed aan depressies, geneesmiddelengebruik en maakte op zijn 44ste een einde aan zijn leven.
Het werk van Van Ruyssevelt werd met verschillende prijzen en onderscheidingen bekroond en veelvuldig tentoongesteld.

### Prijzen
- de Prijs d'Outrelon de Try en de Regeringsmedaille tijdens zijn studies voor zijn grafisch werk.
- de Provinciale Prijs Plastische Kunsten Provincie Oost-Vlaanderen (1964)
- de Prijs Oscar Nottebohm voor schilderen (1965)
- de Prijs Camille Huysmans voor schilderen (1971)
- de Aanmoedigingstoelage Prijs van Rome (1976)
- de André Toetenel-prijs voor schilderen (1977)

### Tentoonstellingen buiten België
- 1965: in Ljubljana (voormalig Joegoslavië) in de Internationale Tentoonstelling voor Gravure.
- 1966: de Biënnale voor Grafiek te Krakau (Polen)
- 1970: Bergen op Zoom
- 1998: In het Markiezenhof te Bergen op Zoom
- 1998: een groepstentoonstelling "Aspecten van de Vlaamse Kunst" in Sint-Petersburg
- 2001: in het museum voor figuratieve kunst De Buitenplaats in Eelde (Drenthe) in 2001
- 2007: overzichtstentoonstelling in het Museum Henriette Polak te Zutphen
- 2016: de Fondation Custodia in Parijswijdt een tentoonstelling aan Van Ruyssevelts grafische werk

### Tentoonstellingen in België
- 2009: overzichtstentoonstelling in het Jakob Smitsmuseum te Mol
- 2012: in Museum De Wieger in Deurne

### Musea
Naast zijn aanwezigheid in talrijke privé-collecties, vindt men zijn werk ook in:
- Prentenkabinet te Brussel
- het Museum voor Schone Kunsten te Antwerpen
- de Fondation Custodia te Parijs
- Vrijwel zijn gehele grafisch oeuvre is opgenomen in het prentenkabinet van het Rijksmuseum te Amsterdam.
  - Landschap in de Auvergne, 1975, gouache op blauw papier, h 205 mm x b 448
  - Stilleven, 1978, ets, h 499mm × b 635mm
  - Glas, 1980, ets, h 327mm × b 430mm
  - Interieur van een atelier, 1978, ets, h 494mm × b 332mm
  - Schetsen stilleven (viermaal), 1964, potlood, oost-indische inkt en sepia, h 270mm × b 360mm
  - Stilleven met koffiepot en kleerborstel, 1981, ets, h 211mm × b 318mm

- De meer dan honderd etsplaten worden bewaard in het Stedelijk Prentenkabinet van het Plantin-Moretusmuseum in Antwerpen.